# Амстердам
Амстерда́м (нід. Amsterdam, МФА: [ˌɑmstərˈdɑm]) — столиця Нідерландів. Розташований у провінції Північна Голландія в гирлі річки Амстел. Амстердам сполучений з Північним морем морським каналом.

## Символіка
Три хрести Святого Андрія на гербі та прапорі Амстердама позначають три чесноти міста: звитяга, твердість і милосердя. Народна традиція пов'язує ці три хрести ще з трьома погрозами цьому місту: водою, вогнем та епідемією.

## Історія
Вважають, що місто заснували в 13-му столітті.
27 жовтня 1275 року — перша згадка про Амстердам. У ній повідомляється про дарування графом Флорісом V Голландським торгових привілеїв для рибальського села, розташованого на дамбі в гирлі річки Амстел. 1287 року, у ході найбільшої повені, піщаний бар'єр у районі Тесела був зруйнований і Флевонське озеро, на березі якого розташовувався Амстердам, остаточно стало затокою, яка отримала назву Зейдерзе. Це стихійне лихо створило умови для перетворення невеликого села Амстердам на центр морської торгівлі. Амстердам був обраний місцем зустрічей і торгівлі для мореплавців. Статус міста село отримало на рубежі XIII — XIV століть, а його назва набула сучасного звучання.
1369 року став членом Ганзи.

У ході Вісімдесятирічної війни іспанці захопили найбільший порт-конкурент Амстердама Антверпен (1585 рік), що викликало масову міграцію до Амстердама торговців з Антверпена і ремісників та багатьох євреїв, що рятувалися від іспанської інквізиції.

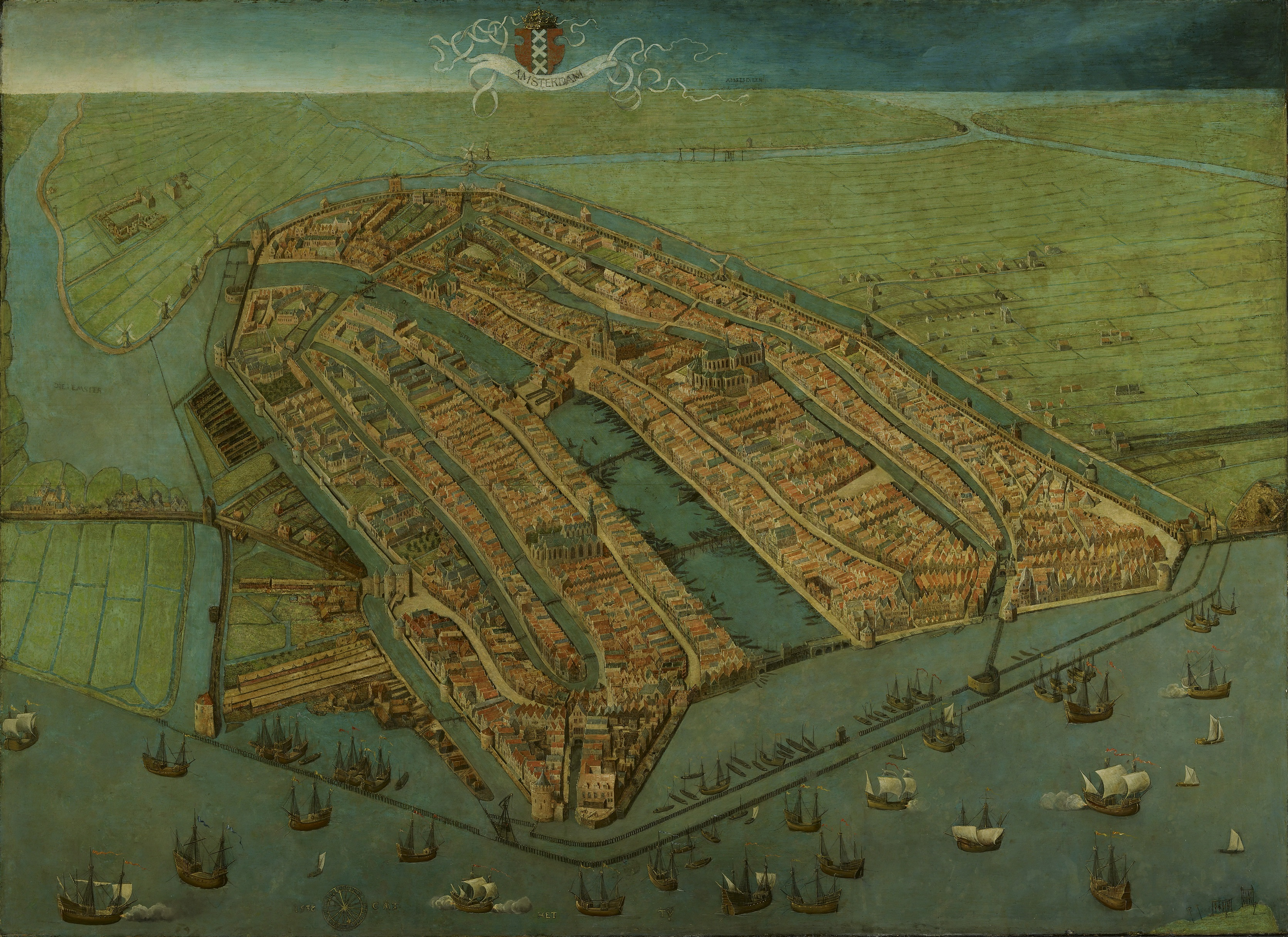
Мапа Амстердама (1538)

17 століття вважають за золоту добу Амстердама. У цей період місто стало найбагатшим у світі. До Амстердама припливали судна з Балтики, Північної Америки, Африки, Батавії, Індії, Шрі-Ланки, Бразилії, що зробило місто центром світової торгової мережі. Амстердамські купці мали найбільшу долю в Голландській Вест-Індійській і Голландській Ост-Індійській компаніях. Ці компанії придбали для себе заморські землі, які потім стали нідерландськими колоніями. У Європі Амстердам був пунктом, до якого стікалися товари з усього континенту, а також провідним фінансовим центром світу. У 1602 році в Амстердамі відкрилася перша біржа.
У XVIII столітті Амстердам дещо втратив свої провідні позиції у зв'язку з європейськими війнами, і фінансовий та торговий центр Європи та світу перемістився до Лондона. Однак і донині Амстердам залишається важливим економічним вузлом.
З 1976 року в Нідерландах були легалізовані легкі наркотики, тому Амстердам став центром наркотуризму. В Амстердамі працює коло половини від близько 400 кав'ярень-кофішопів (легальне місце продажу легких наркотиків) країни.

### Заснування і розвиток у період Середньовіччя
Амстердам набагато молодший від таких нідерландських міст, як Неймеген, Роттердам і Утрехт. У жовтні 2008 року історичний географ Кріс де Бонт припустив, що земля навколо Амстердама була меліорована вже наприкінці 10-го століття. Це зовсім не означає, що там уже розташовувалося поселення, бо меліорація земель могла бути призначена не для сільського господарства, а, можливо, щоб видобувати торф на паливо.
Амстердам дістав міські права між 1300 і 1306 роками. З 14-го століття Амстердам процвітав переважно завдяки торгівлі з Ганзою.

### Конфлікт з Іспанією
У XVI столітті голландці повстали проти короля Іспанії Філіпа II і його спадкоємців. Основними причинами повстання були введення нових податків і релігійне переслідування протестантів, знову запроваджене інквізицією. Повстання переросло у Вісімдесятирічну війну, що в кінцевому підсумку призвело до Голландської незалежності. Завдяки лідеру голландського повстання Вільгельму I Оранському Голландська республіка стала відома своєю відносною віротерпимістю. Євреї з Піренейського півострова, гугеноти з Франції, заможні купці з Фландрії, а також економічні й релігійні біженці з контрольованих Іспанією частин сучасного Бенілюксу знайшли безпеку в Амстердамі.

### Голландський Золотий вік
Сімнадцяте століття вважається Золотим віком Амстердама, протягом якого він став найбагатшим містом у західному світі. Кораблі відпливали з Амстердама до Балтійського моря, Північної Америки й Африки, а також сучасної Індонезії, Індії, Шрі-Ланки та Бразилії, що становили основу світових торговельних зв'язків. Купці Амстердама мали найбільшу частку як у Голландській Ост-Індійській компанії, так і в Голландській Вест-Індійській компанії. Ці компанії придбали заморські володіння, які пізніше стали голландськими колоніями. Амстердам був найважливішим центром у Європі з відвантаження товарів та провідним фінансовим центром західного світу. 1602 року амстердамський офіс міжнародної торгової Голландської Ост-Індійської компанії став першою у світі фондовою біржею з випуском власних акцій. Банк Амстердама почав свою діяльність 1609 року як установа з повним банківським сервісом для голландських торговців і як резервний банк.

### Занепад і модернізація
Процвітання Амстердама знизилося у XVIII й на початку XIX ст. Війни Голландської Республіки з Англією і Францією значно зашкодили розвиткові міста. Під час наполеонівських воєн значення Амстердама досягло найнижчої точки після завоювання території Голландії Французькою імперією. Однак створення Об'єднаного Королівства Нідерландів 1815 року стало поворотним пунктом.
Кінець XIX століття іноді називають другим Золотим віком Амстердама. Було побудовано нові музеї, залізничний вокзал і концертний зал; тоді ж  місто охопила промислова революція. Побудували Амстердам-Рейн-канал, щоб напряму сполучити Амстердам з Рейном, та Північний морський канал, таким чином скоротивши шлях від порту до Північного моря. Обидва проєкти значно поліпшили торгівлю з регіонами Європи та світом. 

### XX століття
Незадовго до Першої світової війни місто знову почало розширюватися, було побудовано нові передмістя. Незважаючи на те, що  Нідерланди займали нейтральну позицію в цій війні, Амстердам зазнав дефіциту продовольства й палива для опалення. Дефіцит спричинив масові заворушення, в яких загинуло кілька людей. Ці бунти відомі як картопляні бунти. Люди почали грабувати магазини і склади, щоб отримати продукти харчування.
Між війнами місто продовжувало розширюватися.
Німеччина вторглася до Нідерландів 10 травня 1940 року і невдовзі здобула контроль над країною. Деякі громадяни Амстердама давали прихисток євреям, тим самим піддаючи себе і членів своїх сімей  високому ризику бути ув'язненими або відправленими до концентраційних таборів. Понад 100000 голландських євреїв було депортовано до нацистських концентраційних таборів, із яких близько 60 тисяч мешкало в Амстердамі. Історія єврейської дівчини Анни Франк, яка померла в концентраційному таборі Берген-Бельзен стала всесвітньовідомою завдяки своєму щоденнику. Наприкінці Другої світової війни зв'язок з іншою частиною країни обірвався, тому продукти харчування та паливо стали дефіцитними. Люди вимушено споживали собак, котів, сирі цукрові буряки й цибулини тюльпанів, аби вижити. Більшість дерев в Амстердамі зрубали на паливо, з квартир депортованих євреїв позабирали всі дерев'яні меблі.
По Другій світовій війні було побудовано чимало нових передмість. Ці передмістя містили багато громадських парків, мали широкі відкриті простори, а нові будівлі зводили з великими і світлими кімнатами, балконами, облаштовували садами, що забезпечувало кращі умови проживання. Через війни та інші події ХХ століття майже весь центр Амстердама занепав. Оскільки суспільство змінювалося, політики та інші впливові фігури планували перепроєктувати велику частину міста. Зростав попит на офісні будівлі, а також на нові дороги, адже автомобіль став доступним для більшості людей. Амстердамське метро почало працювати 1977 року. Планувалося будівництво нової траси над метро для з'єднання Центрального вокзалу і центру міста з іншими частинами Амстердама.
Необхідний великомасштабний процес знесення почався в колишньому єврейському кварталі. Менші вулиці розширили,тому майже всі будинки знесли. На піку знесення спалахнув бунт; бунтівники висловили своє невдоволення, викликане перебудовою міста. У підсумку знесення зупинили і шосе не збудували.

### XXI століття

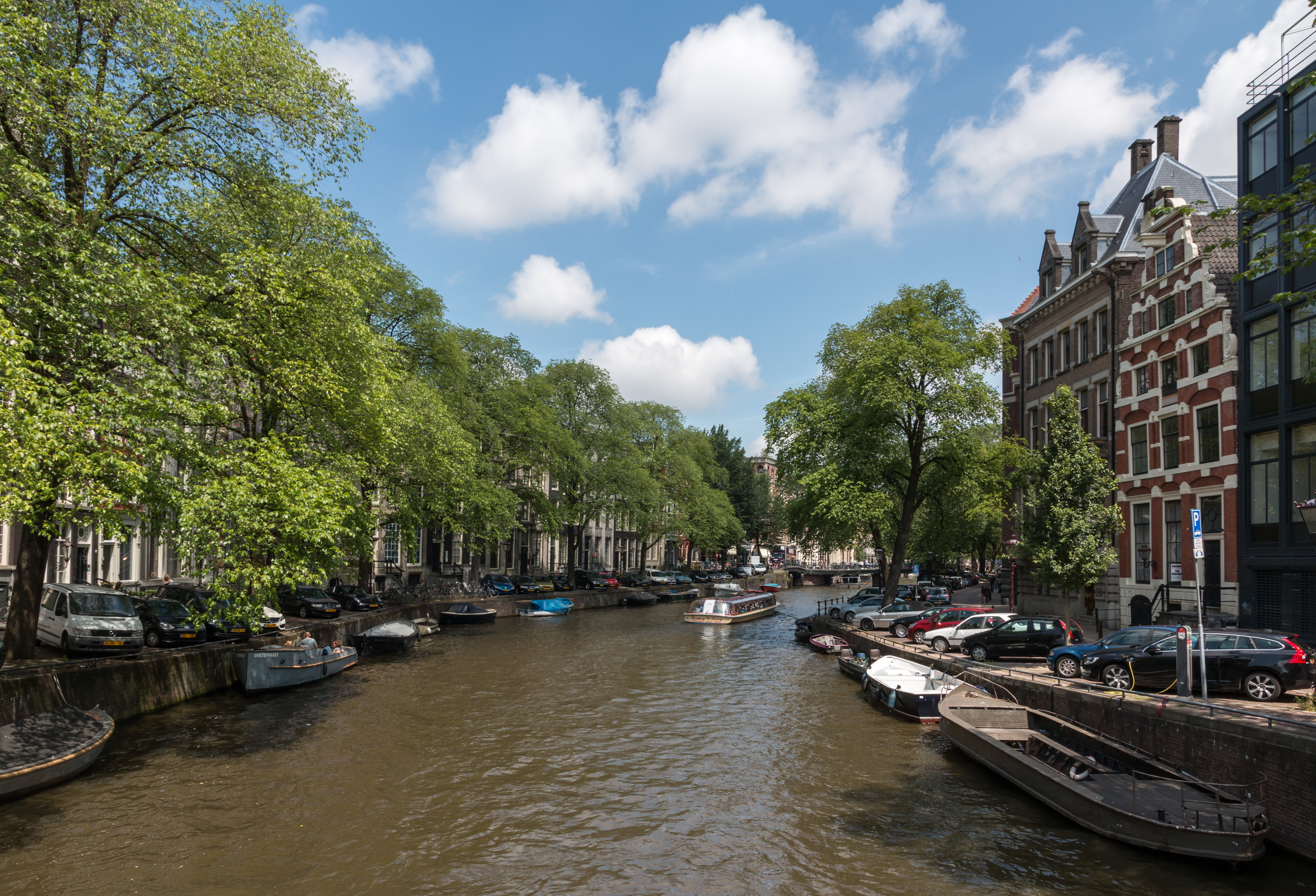
Амстердам. Канали. 2015 р.

У перші роки ХХІ століття Амстердам привертав велику кількість туристів: у період з 2012 до 2015 року щорічна кількість відвідувачів збільшилася з 10 до 17 мільйонів. Ціни на нерухомість зросли, місцеві магазини переорієнтувалися на туристів, через що середмістя стало практично недоступним для жителів Амстердама. Місто почали порівнювати з Венецією, яка вважається перевантаженою туристичним напливом.
Будівництво лінії метро, яке з'єднує частину Амстердама на північ від річки (або озера) IJ до центру, було розпочато 2003 року. Проєкт є спірним, оскільки його вартість перевищила бюджет на 2008 рік утричі через ризик пошкодження будівель у середмісті. Будівництво кілька разів зупиняли й перезапускали.
З 2014 року особливу увагу було приділено міській регенерації та оновленню в районах, які безпосередньо межують із центром міста. Оновлення і розширення традиційного середмістя є частиною ініціативи Структурного бачення Амстердама в 2040 році.

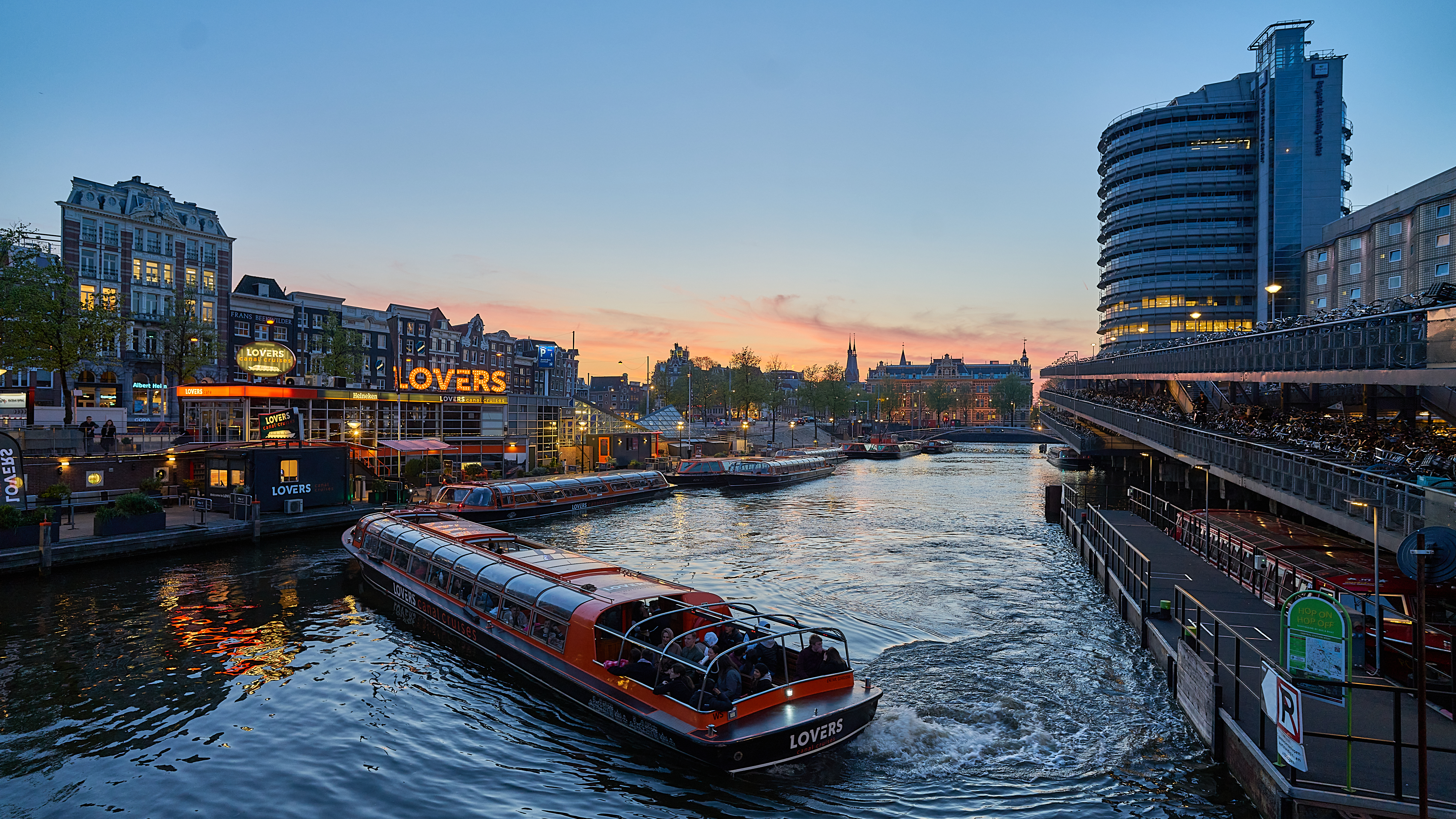
Канали Амстердама. Надвечір'я

## Фізико-географічна характеристика

### Географія
Амстердам розташований на північному заході Нідерландів у провінції Північна Голландія в гирлі річки Амстел на березі затоки Ейсселмер. Амстел, протікаючи амстердамським середмістям, утворює мережу каналів і проток, крім того, окремим каналом місто з'єднане з Північним морем, притому перебуваючи на висоті 2 метри нижче від рівня моря.
Характерною рисою географії Амстердама є система добре спланованих каналів, спорудження яких активно здійснювалось у XVII столітті, і нині заслужено заробило місту славу «Північної Венеції». До 3 головних міських каналів належать: Геренграхт, Кейзерсграхт і Прінсенграхт. Мережу амстердамських каналів у 2010 році приписали до об'єктів Світової спадщини ЮНЕСКО в Нідерландах.
Територіально Амстердам знаходиться близько до провінцій Утрехт і Флеволанд. Амстердам — високоурбанізоване місто: його загальна площа становить 219,4 км², а густота населення 4 457 осіб на 1 км². Парки та природні заповідники становлять 12 % міської території. Сильна урбанізація Амстердама практично знищила природний ландшафт міста і первісні форми рельєфу.

### Клімат
Амстердам розташований у зоні помірного клімату, та під великим впливом дії моря клімат змінюється до середземноморського. У місті переважають північно-західні вітри, часто трапляються шквалисті пориви і шторми.
У зимовий період температура рідко падає нижче від 0 °C, заморозки трапляються при переміщенні холодних повітряних мас зі Скандинавії та Східної Європи. Літо в місті тепле, але не спекотне. Середньорічна сума опадів становить 760 мм, при цьому їхня більша частина припадає на період з жовтня по березень.
| Клімат міста | Клімат міста | Клімат міста | Клімат міста | Клімат міста | Клімат міста | Клімат міста | Клімат міста | Клімат міста | Клімат міста | Клімат міста | Клімат міста | Клімат міста | Клімат міста |
| Показник | Січ.         | Лют.         | Бер.         | Квіт.        | Трав.        | Черв.        | Лип.         | Серп.        | Вер.         | Жовт.        | Лист.        | Груд.        | Рік          |
| Абсолютний максимум, °C                                                                                                   | 13,9         | 16,6         | 21,1         | 27,0         | 31,5         | 33,2         | 32,3         | 34,5         | 29,4         | 25,0         | 17,5         | 15,5         | 34,5         |
| Середній максимум, °C | 5,8          | 6,3          | 9,6          | 13,5         | 17,4         | 19,7         | 22,0         | 22,1         | 18,8         | 14,5         | 9,7          | 6,4          | 13,8         |
| Середня температура, °C                                                                                                   | 3,4          | 3,5          | 6,1          | 9,1          | 12,9         | 15,4         | 17,6         | 17,5         | 14,7         | 11,0         | 7,1          | 4,0          | 10,2         |
| Середній мінімум, °C | 0,8          | 0,5          | 2,6          | 4,6          | 8,2          | 10,8         | 12,0         | 11,8         | 10,6         | 7,5          | 4,2          | 1,5          | 6,4          |
| Абсолютний мінімум, °C | −15,4        | −15          | −11,1        | −4,7         | −1,1         | 2,3          | 5,0          | 5,0          | 2,0          | −3,4         | −6,9         | −14,8        | −15,4        |
| Середня кількість сонячних годин на місяць                                                                                | 63,2         | 87,5         | 126,3        | 182,7        | 221,9        | 205,7        | 217,0        | 197,0        | 139,4        | 109,1        | 61,7         | 50,5         | 1662,0       |
| Норма опадів, мм | 66.6         | 50.6         | 60.6         | 40.9         | 55.6         | 66.0         | 76.5         | 85.9         | 82.4         | 89.6         | 87.2         | 76.3         | 838.2        |
| Днів з опадами | 12           | 10           | 11           | 9            | 10           | 10           | 10           | 10           | 12           | 13           | 13           | 13           | 132          |
| Днів зі снігом | 6            | 6            | 4            | 2            | 0            | 0            | 0            | 0            | 0            | 0            | 3            | 5            | 26           |
| Вологість повітря, % | 88           | 86           | 83           | 78           | 76           | 78           | 79           | 80           | 83           | 86           | 89           | 90           | 83           |
| --- | ------------ | ------------ | ------------ | ------------ | ------------ | ------------ | ------------ | ------------ | ------------ | ------------ | ------------ | ------------ | ------------ |
| Джерело: Royal Netherlands Meteorological Institute (1981–2010) та Royal Netherlands Meteorological Institute (1971—2000) |              |              |              |              |              |              |              |              |              |              |              |              |              |

## Демографія
| Амстердам: демографічний розвиток від 1300 до 2006 |       |       |        |        |         |         |         |         |         |         |         |
| 1300                                               | 1400  | 1500  | 1600   | 1675   | 1796    | 1810    | 1850    | 1879    | 1900    | 1930    | 2006    |
| 2018                                               | 1,000 | 3,000 | 15,000 | 54,000 | 206,000 | 200,600 | 180,000 | 224,000 | 317,000 | 523,577 | 757,000 |

## Економіка

### Фінанси
Амстердам — фінансова столиця Нідерландів. Це одне з найбільших міст Європи щодо кількості банків і корпорацій, після Лондона, Парижа, Франкфурта й Барселони. В Амстердамі розташовані штаб-квартири таких організацій, як ABN AMRO, Akzo Nobel, Heineken, ING Group, Ahold, TNT Express, TomTom, Delta Lloyd Group і Philips. В історичному центрі міста донині діють офіси деяких компаній, але більшість з них винесено на південну околицю.
Амстердамська фондова біржа — найстаріша у світі й одна з найбільших у Європі. Розташована недалеко від площі Дам у центрі міста.

### Промисловість

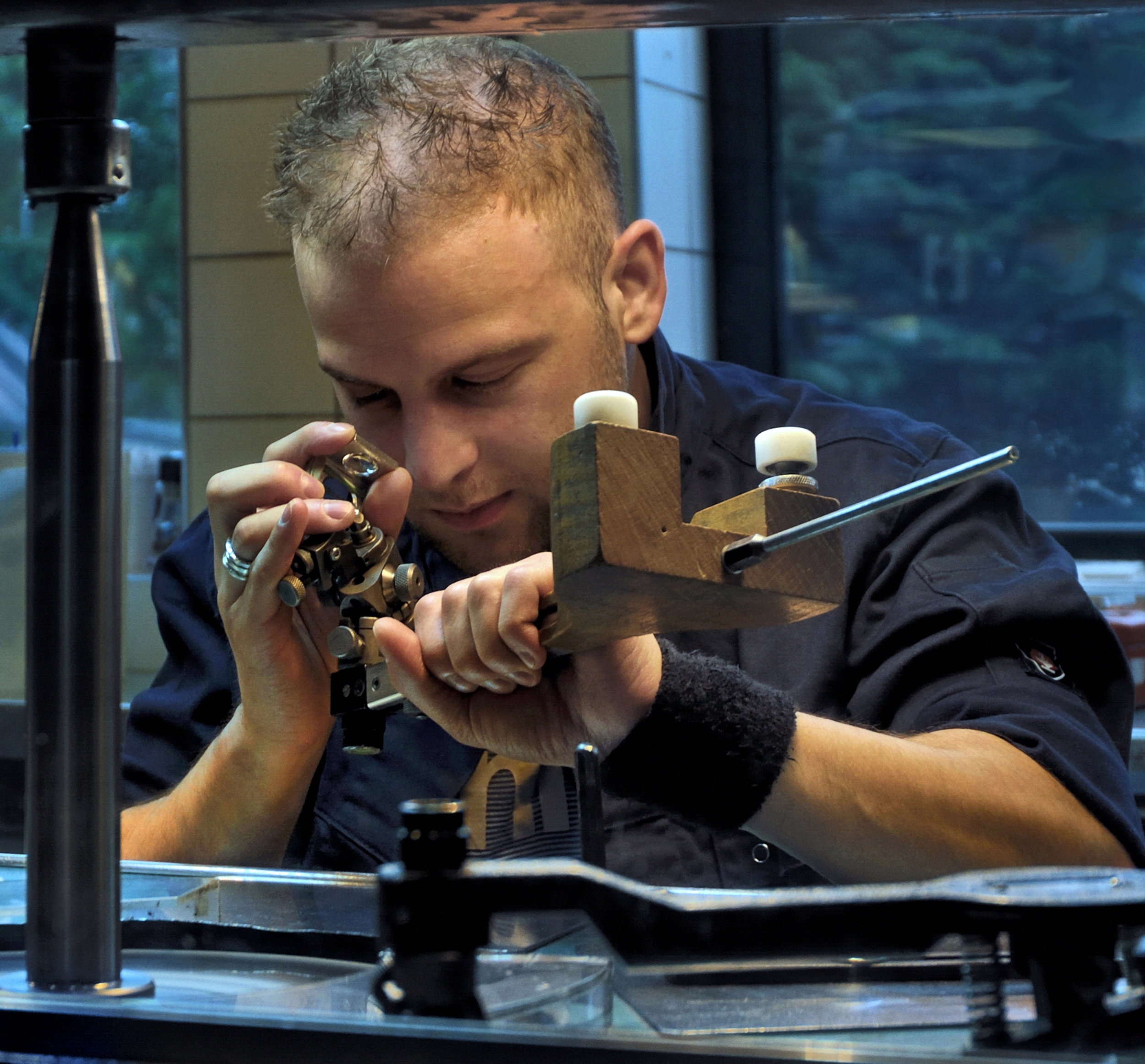
Огранювач алмазів

В Амстердамі та його передмістях базуються підприємства електротехнічної промисловості і машинобудування. Особливого розвитку набули такі галузі: авіабудування, суднобудування, хімічна і деревообробна промисловість, нафтопереробка. Крім того, Амстердам — центр гранування й торгівлі алмазами.
Столиця Нідерландів відома своєю легкою промисловістю. Тут зосереджено близько 50 % обороту всієї галузі в країні. Харчове виробництво ґрунтується на переробці кави, тютюну, какао, кокосової олії, картоплі, зерна та цукрових буряків.

## Транспорт
В Амстердамі дуже багато людей їздить велосипедами. У 2006 році в місті налічувалося близько 465 000 велосипедів. Їхня популярність обумовлюється зручністю пересування, відносно невеликою територією Амстердама, широкою мережею велодоріжок, рівною місцевістю, відносною незручністю використання автомобіля.

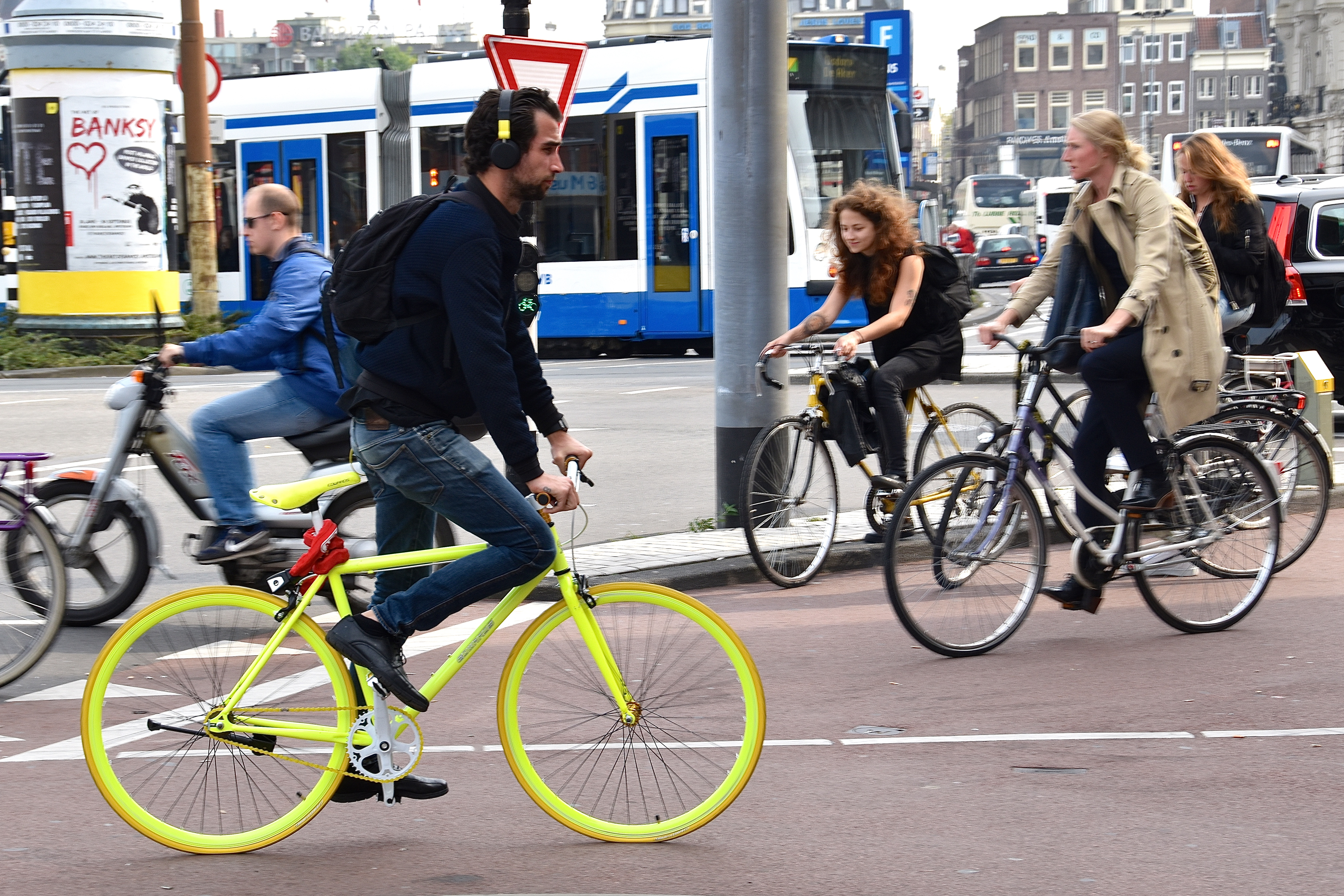
Амстердам — столиця велосипедів

Столиця Нідерландів починала так само, як Київ — з завантажених автомобілями вулиць, заторів та аварій на дорогах, аж поки жителі самі не перетворили Амстердам на велосипедний рай.
В Амстердамі 60-70-х років однозначно переважали автомобілі. Після війни країна почала стрімко розвиватися, а з приходом ери авто голландці взялися масово скуповувати транспортну новинку.
Автомобіль став символом добробуту і прогресу, а тому влада почала розширювати дороги, віднімаючи територію міста на користь автомобілістів. В результаті з 1955 і до 1975 рівень користування велосипедами впав на 75 %. Велосипеди стали транспортом для бідних, а користуватися ними було й зовсім небезпечно, адже була відсутня будь-яка спеціальна розмітка на дорогах. Люди вірили, що побачити місто без жодного велосипеда — лише справа часу.

### Громадський транспорт

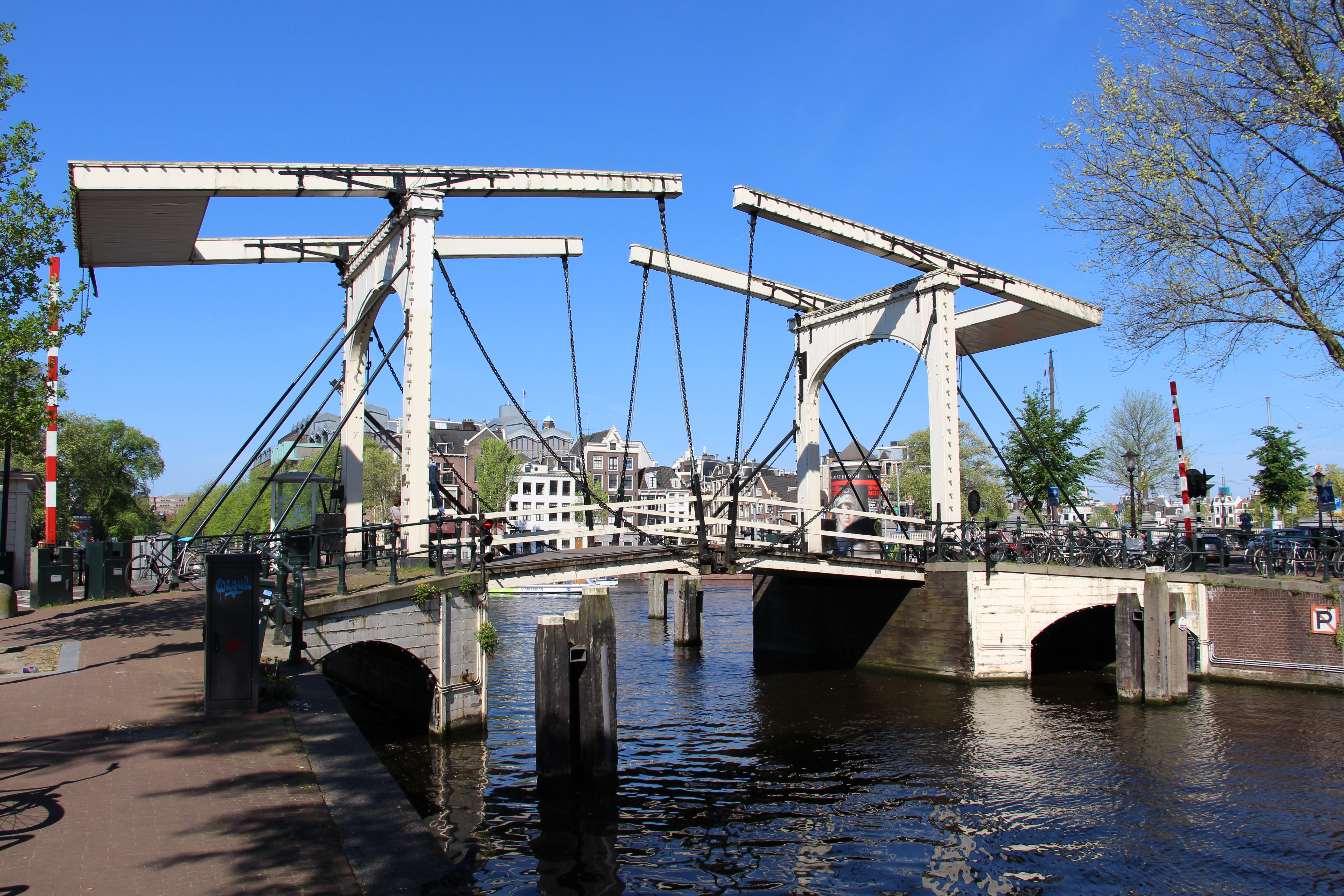
Розвідний міст

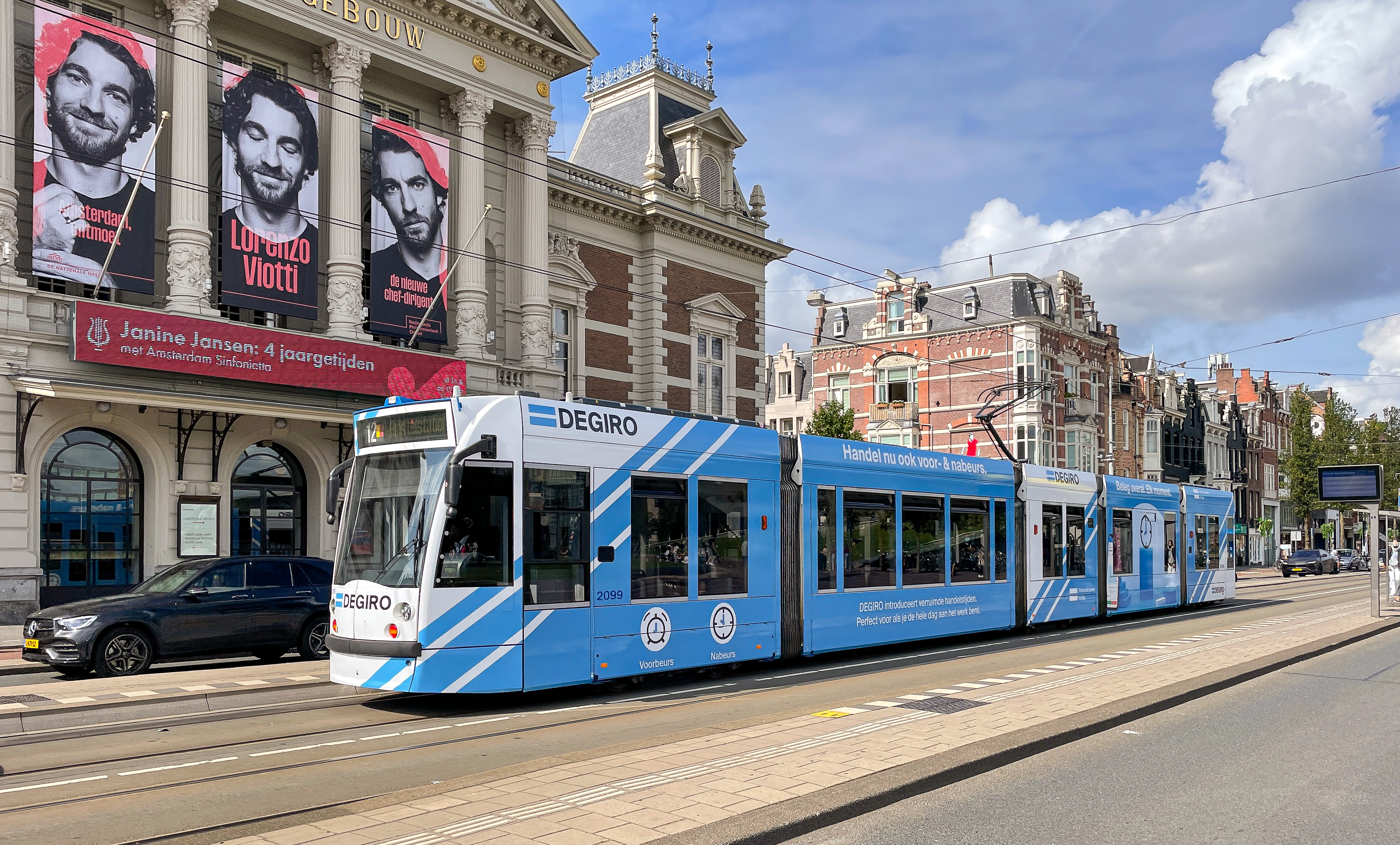
Амстердамський трамвай

Амстердам має добре розвинену систему громадського транспорту. У місті діє метрополітен, традиційний і швидкий трамваї, автобусна мережа й поромні переправи через річку Ей. Весь міський громадський транспорт перебуває під управлінням організації GVB (Gemeentevervoerbedrijf, тобто «муніципальне транспортне підприємство»). Приміські автобуси, що сполучають Амстердам з околицями, належать іншим операторам, зокрема Arriva й Connexxion.
На всі види міського транспорту діють безконтактні транспортні картки та проїзні квитки.

### Автотранспорт
Через місто проходять автостради A1, A2, A4, A6, A7, A8, A9 і A10:
- A1: Амстердам — Гілверсум — Амерсфорт — Апелдорн — Девентер — Генгело — Німеччина;
- A2: Амстердам — Утрехт — Гертогенбос — Ейндговен — Верт — Гелен — Маастрихт — кордон з Бельгією у Візе;
- A4: Амстердам — Схіпгол (аеропорт) — Лейден — Гаага — Делфт;
- А6: Амстердам — Алмере — Лелістад — Еммелорд — Яуре;
- А7: Амстердам — Занстад — Пюрмеренд — Горн — Мідденмер — Афслейтдейк — Снек — Яуре — Геренвен — Драхтен — Гронінген — Ніусханс — Німеччина;
- А8: Амстердам — Занстад;
- А9: сполучається з А1 — Амстелвен — Гарлем — Бевервейк — Алкмар;
- А10: кільцева Амстердама.

### Повітряний транспорт
Аеропорт Схіпгол розташований на відстані 20 хвилин їзди потягом від центрального вокзалу. Це найбільший аеропорт Нідерландів і 4-й за розміром аеропорт Європи. Його побудовано в 1916 році на місці осушеного Гарлемського озера. Схіпгол має у своєму розпорядженні 6 злітно-посадкових смуг. Розробляють плани з розширення аеропорту.

## Освіта і наука

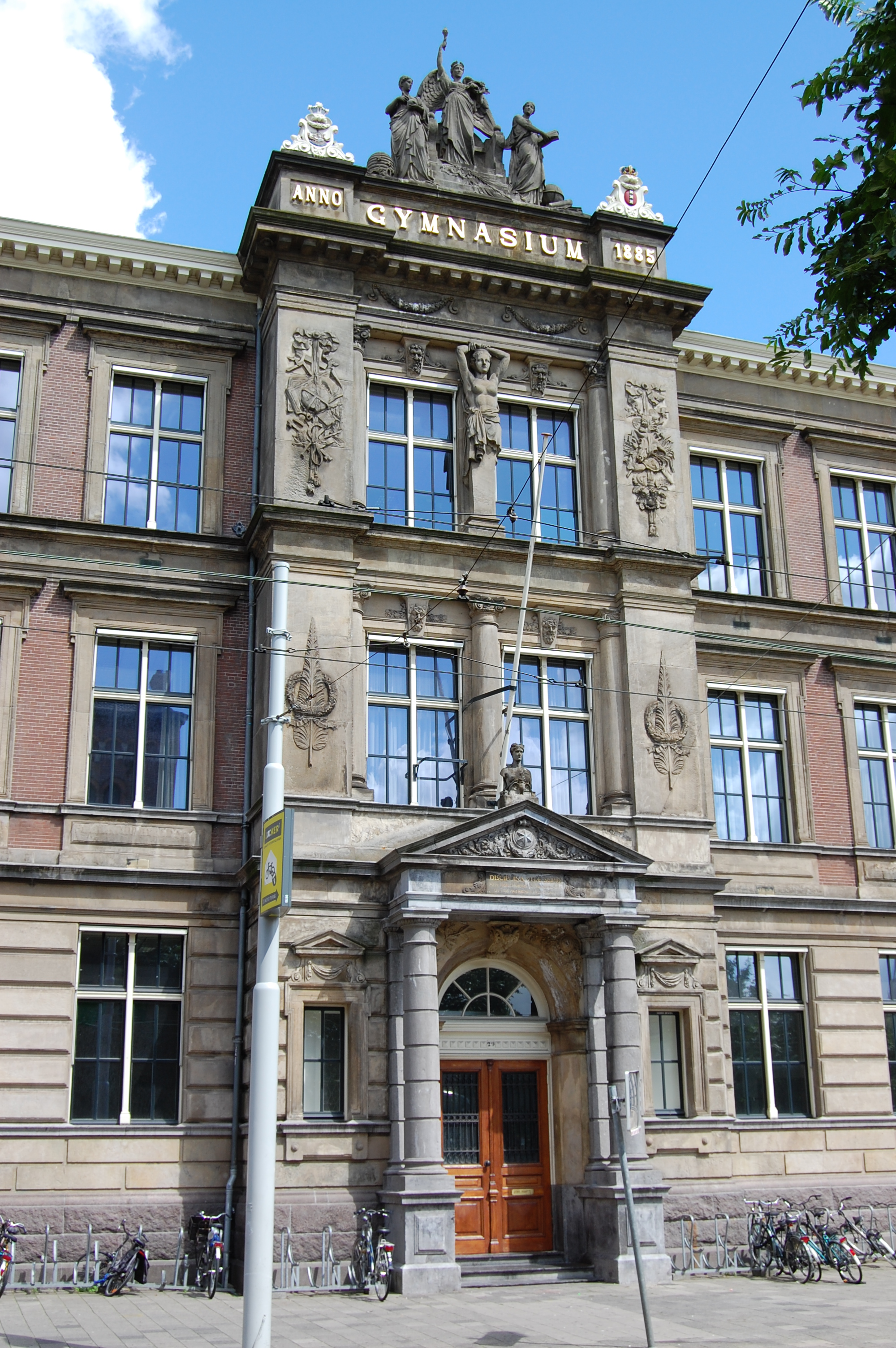
Barlaeus Gymnasium

У Амстердамі є два університети: Амстердамський університет (Universiteit van Amsterdam) і Амстердамський вільний університет (Vrije Universiteit).
Серед інших закладів вищої освіти міста — низка мистецьких вищих шкіл: художня Академія Герріта Рітвельда, Амстердамська Вища школа мистецтв, Амстердамська консерваторія, Нідерландська Академія кіно й телебачення та деякі інші. Міжнародний Інститут соціальної історії — один з найбільших у світі осередків документування й досліджень, що стосуються соціальної історії, зокрема дисциплін трудового права та історії робітничих рухів. У місті діють також приватні виші.
В Амстердамі діє 5 незалежних класичних гімназій: Vossius Gymnasium, Barlaeus Gymnasium, Гімназія св. Ігнатія, 4-а Гімназія (Het 4e Gymnasium) та Cygnus Gymnasium. У місті також різноманітні коледжі — від мистецьких до економічних та політичних наук, які зазвичай відкриті для навчання студентів-іноземців.
Розгалужена система закладів початкової (загальної) освіти в Амстердамі представлена, зокрема, особливими навчальними комплексами, організація виховного і навчального процесу в яких ґрунтується на особливих педагогічних теоріях, наприклад школи Монтессорі. Крім того, у місті значна кількість релігійних шкіл — в першу чергу католицьких і різноманітних протестантських, а останнім часом зі зростанням мусульманської громади міста — й ісламських, декілька єврейських шкіл розташовані в південних передмістях Амстердама.
Амстердам є місцем розташування Нідерландської королівської академії наук.

## Культура

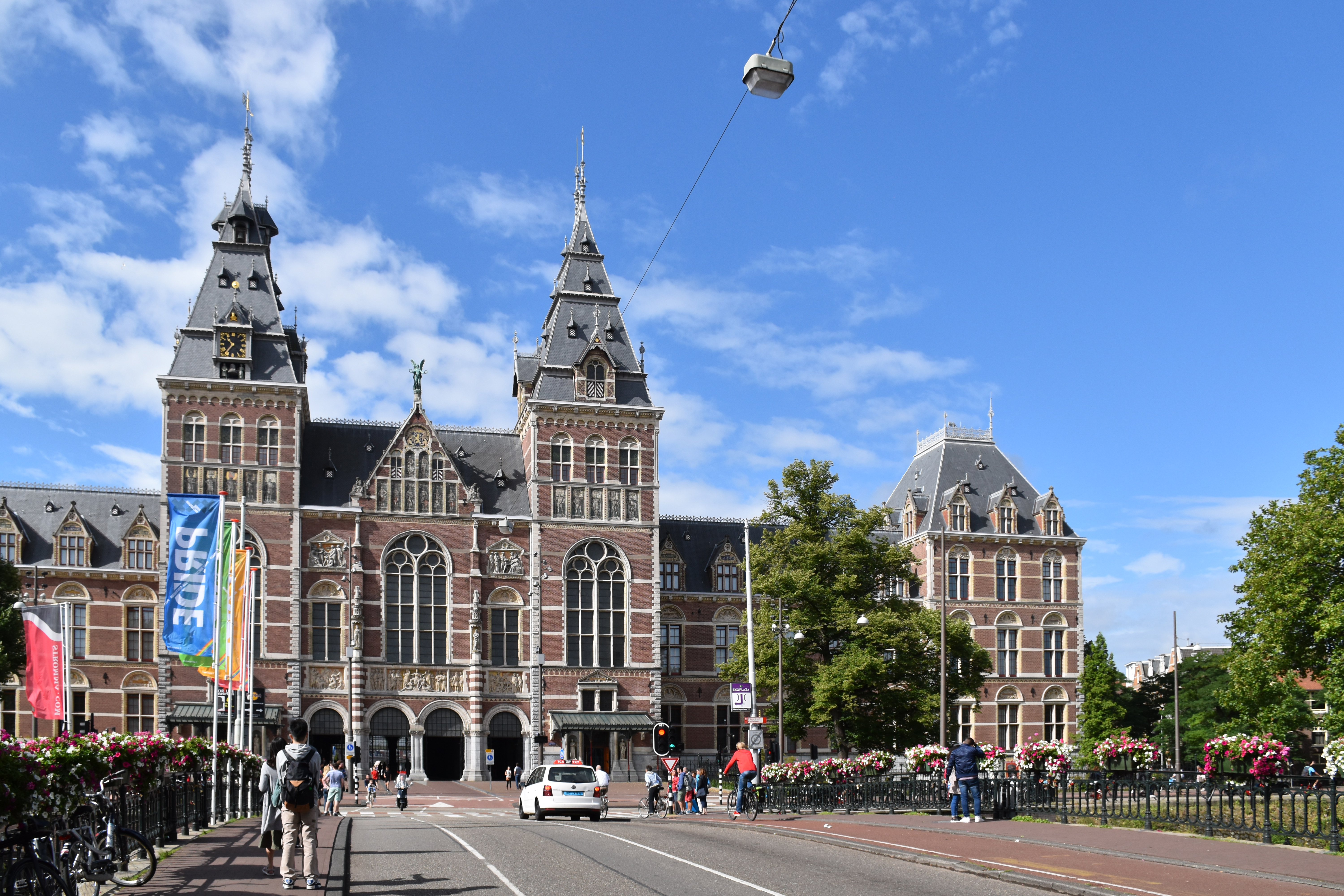
Державний музей (Rijksmuseum)

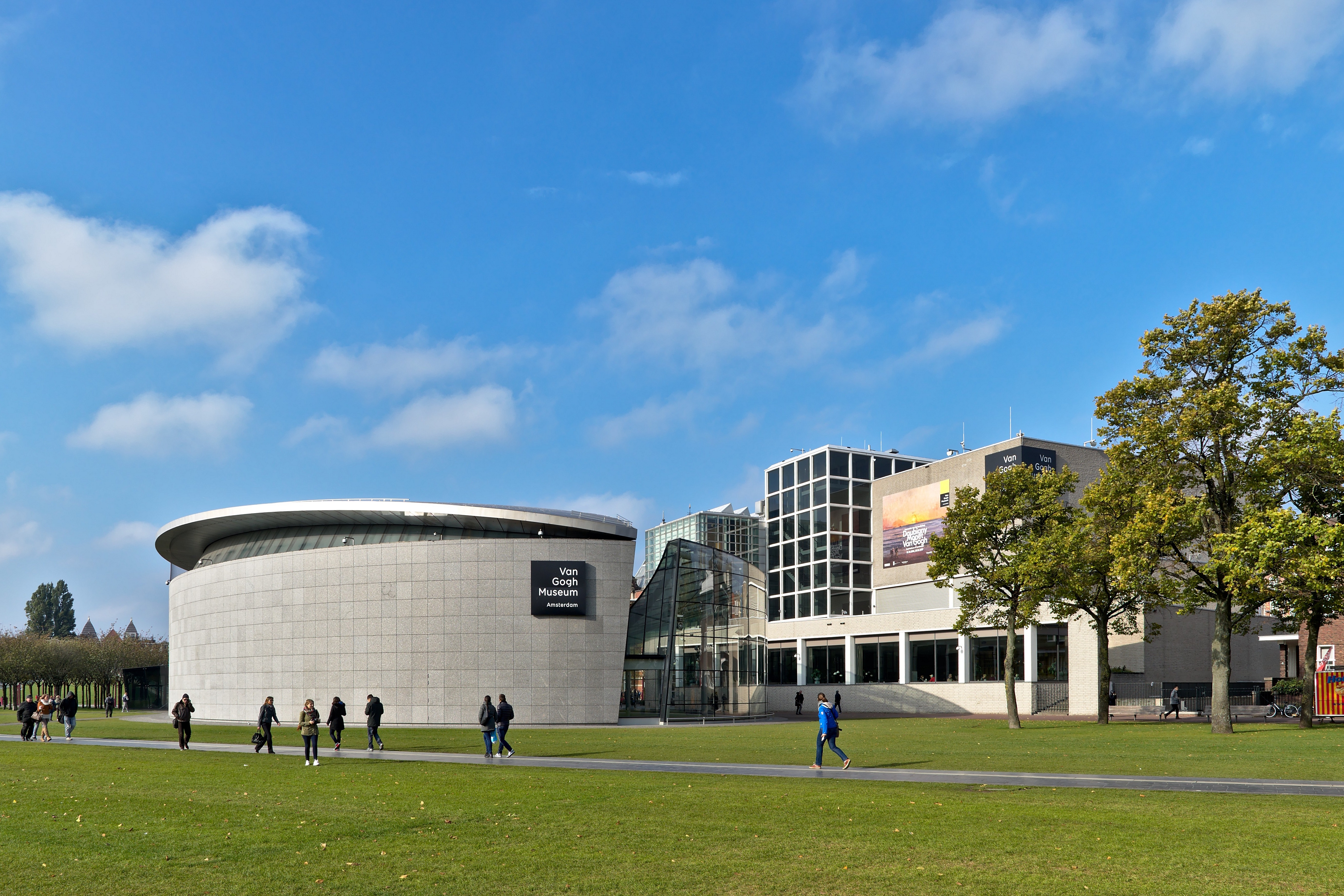
Музей Ван Гога

Амстердам — культурний центр світового рівня. Тут працюють музеї світового значення, провідні національні установи виконавських мистецтв (театр, опера, класична музика), численні заклади сучасної маскультури і дозвілля — кінотеатри, нічні клуби тощо.
Під час останньої частини 16-го століття Палата риторики Амстердама організувала змагання між різними палатами в читанні поезії і драми. У 1638 році в Амстердамі був відкритий перший театр. Балетні вистави були проведені в цьому театрі ще в 1642 році. У 18-му столітті французький театр став популярним. У той час як Амстердам перебував під впливом німецької музики, в 19 столітті було кілька національних оперних постановок; Опера в Амстердамі була побудована в 1888 році для конкретної мети — просування голландської опери. У 19-му столітті, популярна культура була зосереджена на площі Ніс в Амстердамі (в основному водевілю і мюзик-холу). Метроном, один з найважливіших досягнень в європейській класичній музиці, був винайдений тут в 1812 році. Наприкінці цього століття, були побудовані Рейксмузей (Державний музей) і Міський музей. У 1888 році був створений Королівський оркестр Консе́ртгебау. З 20-го століття поширилось кіно, радіо і телебачення.

### Музеї
До найбільших і найпопулярніших музеїв Амстердама належать:
- Державний музей (Rijksmuseum);
- Музей Рембрандта (Rembrandthuis);
- Музей Ван Гога;
- Будинок Анни Франк;
- Міський музей;
- Єврейський історичний музей;
- Музей Віллет-Голтгейзен;
- Музей сучасного мистецтва (Stedelijk Museum);
- Музей воскових фігур;
- Музей судноплавства (Scheepvaartmuseum);
- Музей сексу.

### Музика і театр
У 1638 році в Амстердамі був відкритий перший театр — перший балет у ньому дали не раніше 1642 року. У XVIII столітті у місті став популярним французький театр, а в наступному XIX столітті Амстердам перебував під впливом німецької класичної опери, тоді ж з'явилися перші національні опери, а будівля Голландської опери була зведена в 1888 році.
В Амстердамі працює симфонічний оркестр світового класу — Оркестр Консертгебау, що базується в Консертгебау, а також Нідерландський філармонічний оркестр.
Амстердамський оперний театр розташований у прилеглій будівлі до ратуші, через що споруда дістала оригінальну назву Стопера (Stopera від stadhuis «ратуша, міський будинок» і opera «опера»). Цей великий сучасний комплекс, відкритий у 1986 році, є домашнім творчим майданчиком для декількох труп — Нідерландської опери (нід. De Nederlandse Opera), Нідерландського національного балету (нід. Het Nationale Ballet) і Голландської симфонії (нід. Holland Symfonia).
Розентеатр (нід. Rozentheater) — театр вар'єте та інших концертних програм, що відкрився в 1913 році (до 1918 року — кінотеатр). Протягом існування театр кілька разів змінював назву. Від 2005 року називається Розентеатр.
Головним театром Амстердама є Міський театр (нід. Stadsschouwburg Amsterdam).

### Сучасна музика
У місті щороку в середині жовтня проходить найбільший у світі фестиваль клубної музики Amsterdam Dance Event. Він об'єднує найкращих ді-джеїв та приваблює приблизно 300 000 відвідувачів зі всього світу.

## Спорт
У місті базується славнозвісний футбольний клуб «Аякс». Домашні матчі проводить на стадіоні «Йоган Кройф Арена», що здатний вмістити 55 865 глядачів.

## Архітектура і пам'ятки

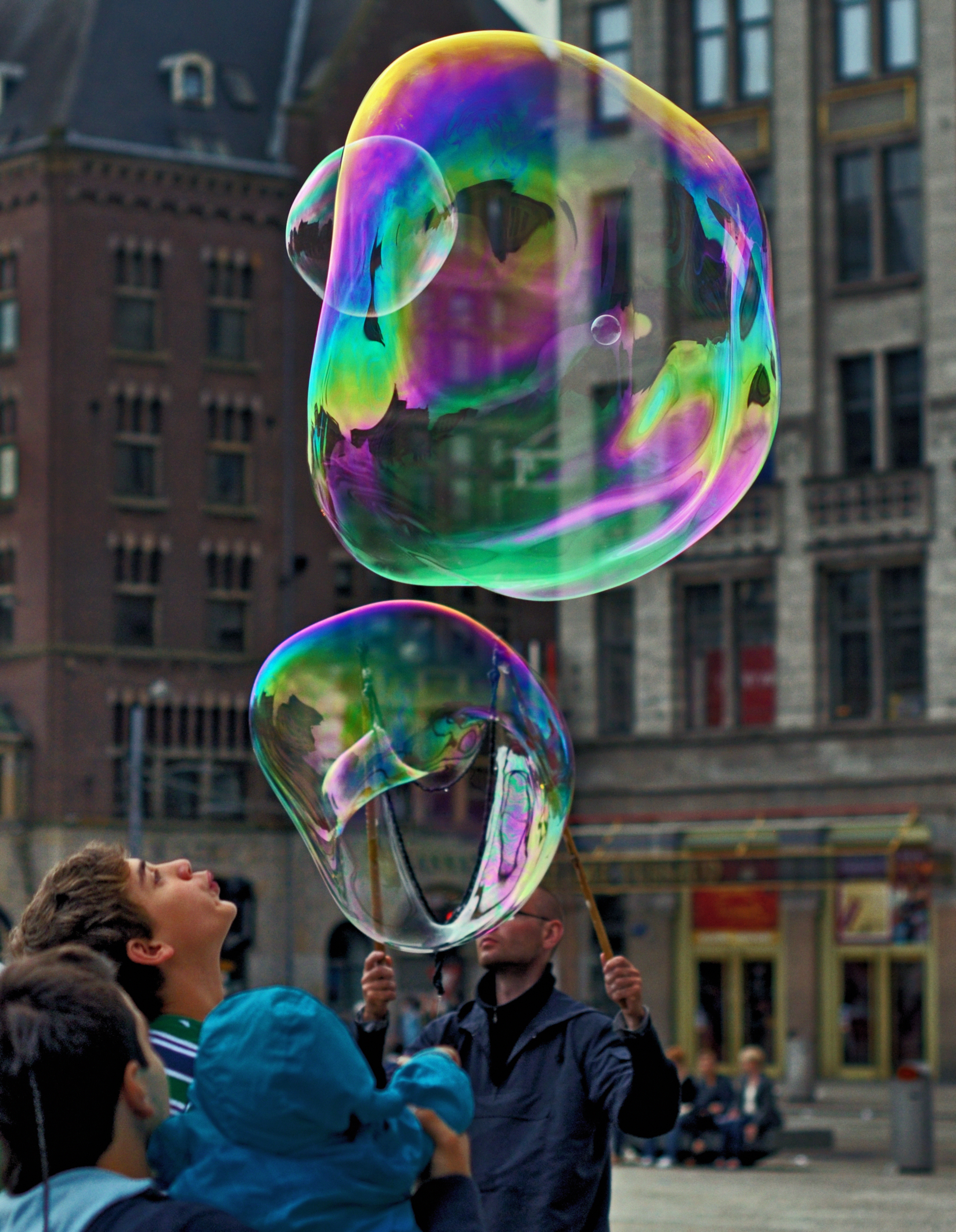
Вулична розвага

Найвідоміші архітектурні пам'ятки Амстердама:
- Музей судноплавства
- Гомомонумент
- Королівський палац
- Центральний вокзал

### Вулиці
- Центральна вулиця Дамрак

### Площі
- Площа Ватерлооплейн
- Площа Дам
- Площа Лейдсеплейн
- Музейна площа

### Церкви
- Стара церква (Аудекерк) (Oude Kerk) — найстаріша церква міста. У ній регулярно проводять органні концерти. Побудована в готичному стилі в 1300 р.
- Західна церква (Вестеркерк) (Westerkerk) — побудована в стилі Епохи Відродження. Тут поховано Рембрандта. Церкву будували з 1620 до 1631 рр.
- Південна церква (Зейдеркерк) — перша протестантська церква Нідерландів.
- Північна церква (Нордеркерк), побудована в 1620-23 рр.
- Амстелкрінг — музей потаємної католицької церкви.
- Колись найбільша в Європі синагога — Португальська, побудована в 1675 р.

### Башти
- Башта Мунтторен
- Башта Схреєрсторен
- Башта Монтелбансторен

### Мости
- Міст Магере Брюг

### Інші визначні місця
- Кофішопи
- Ринок Альберта Кейпа
- Головний район Червоних ліхтарів (квартали Де Валлен, Сингелгебид (Singelgebied) і Раусдалкаде(Ruysdaelkade)

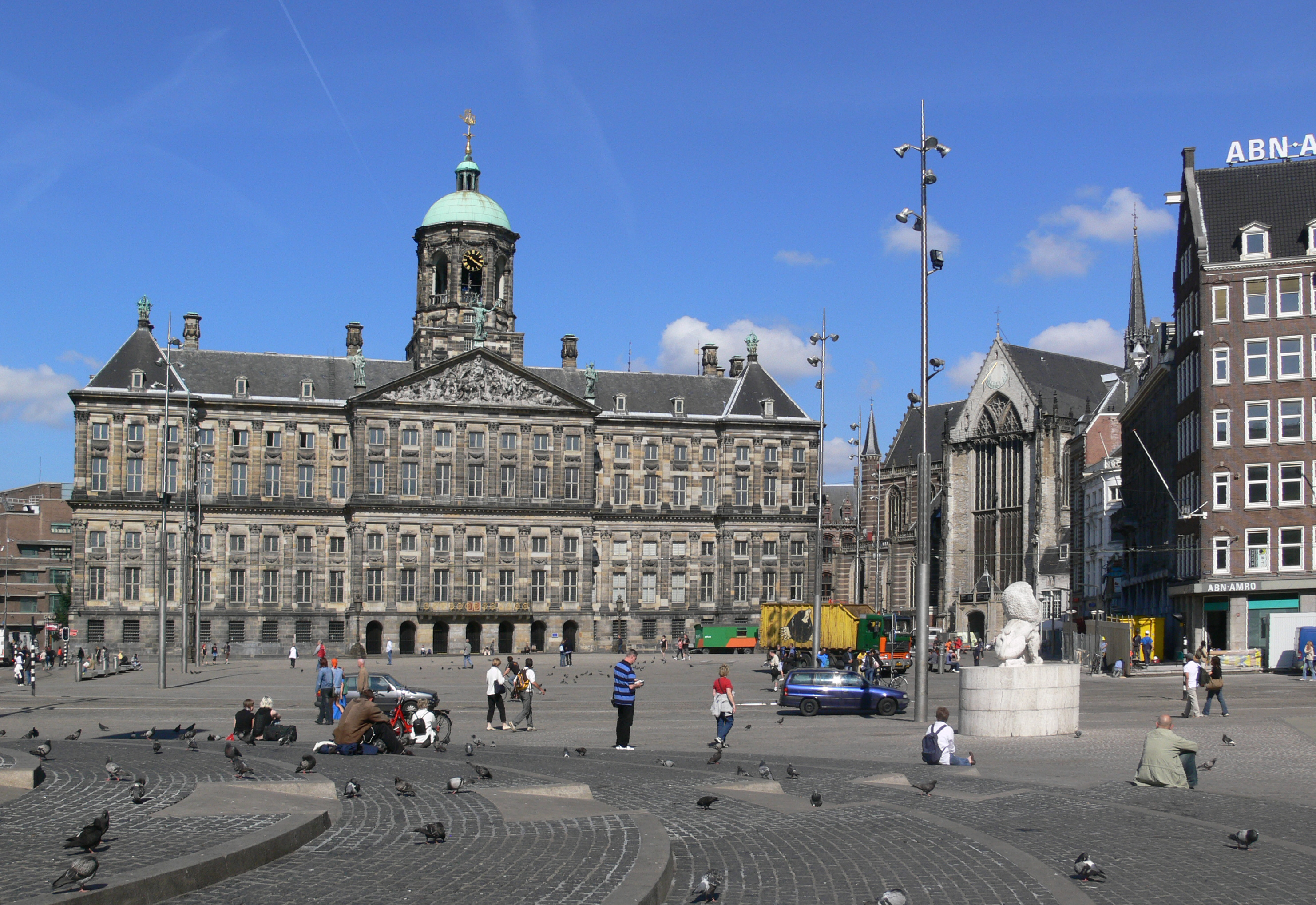
Королівський палац і Центральна площа
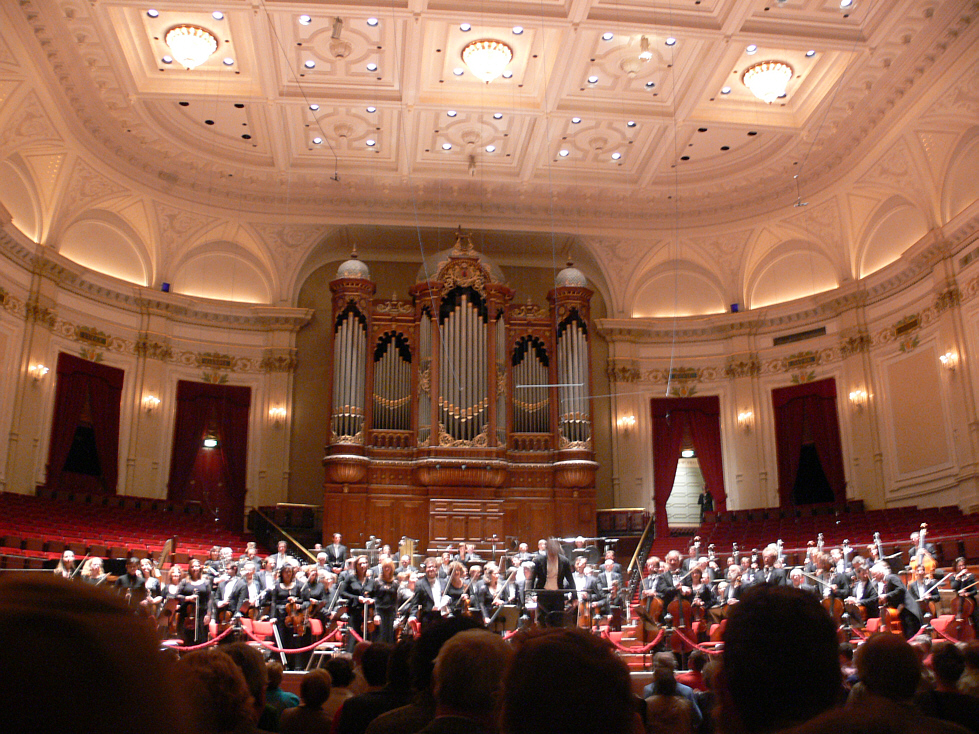
Оркестр Консертгебау
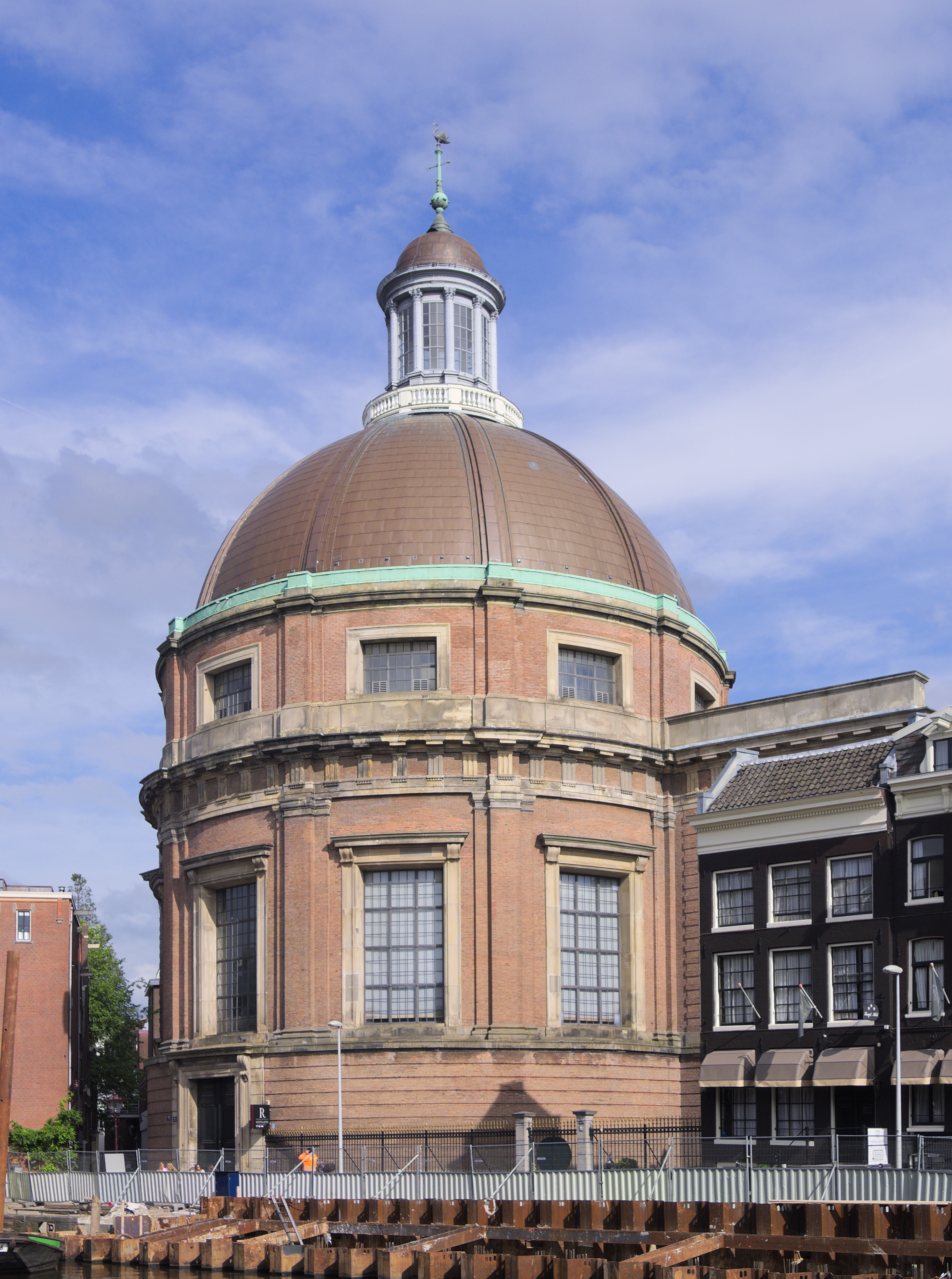
Арх. Адріан Дортсман. Ротонда колишньої лютеранської кірхи.
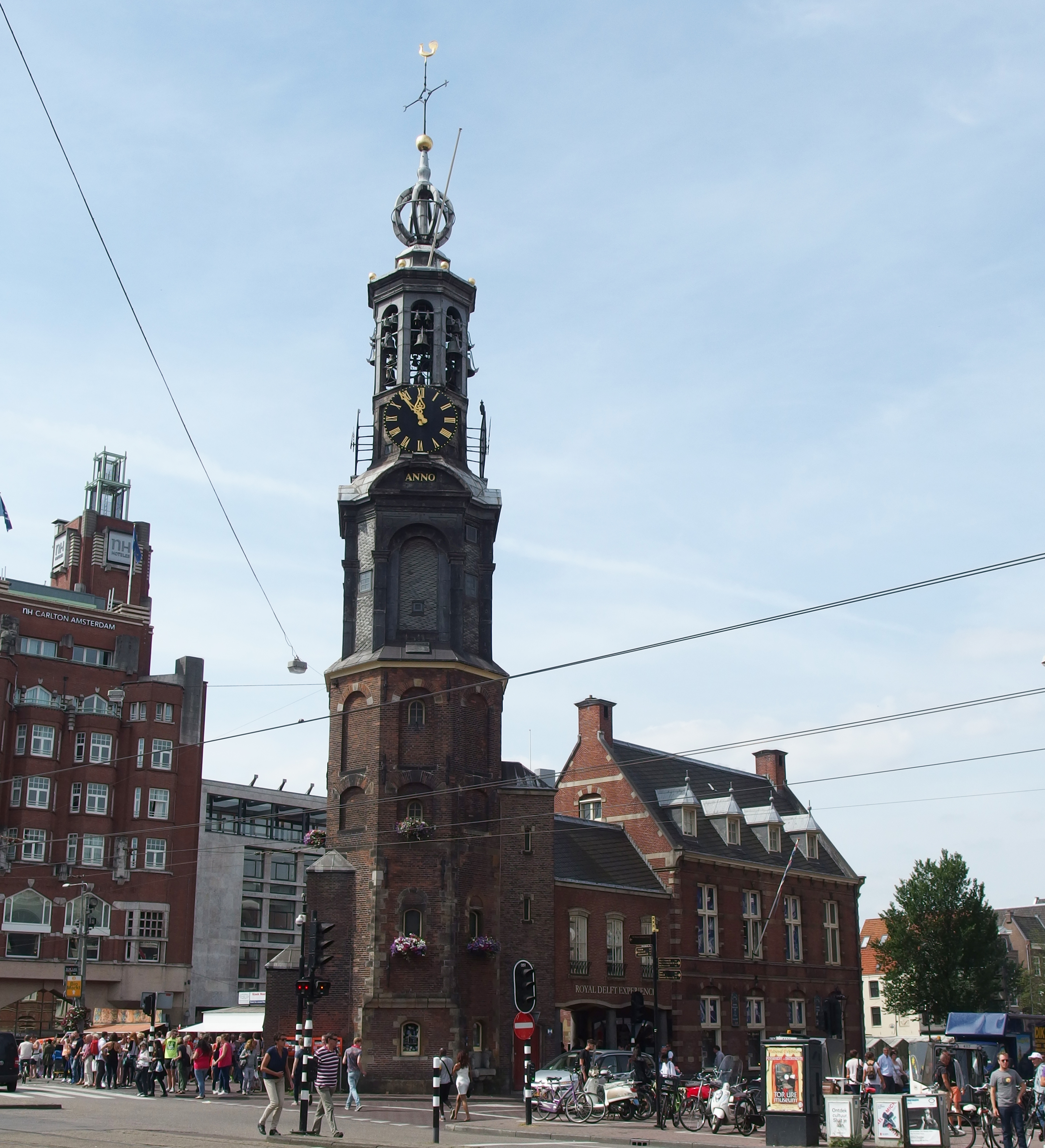
Башта Мунтторен
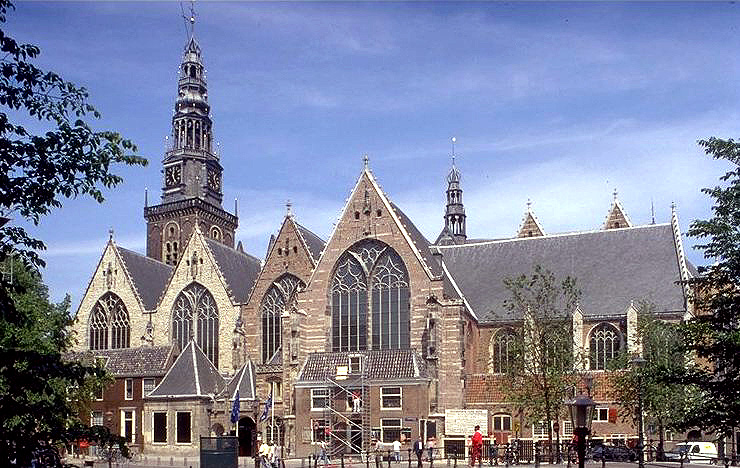
Стара церква
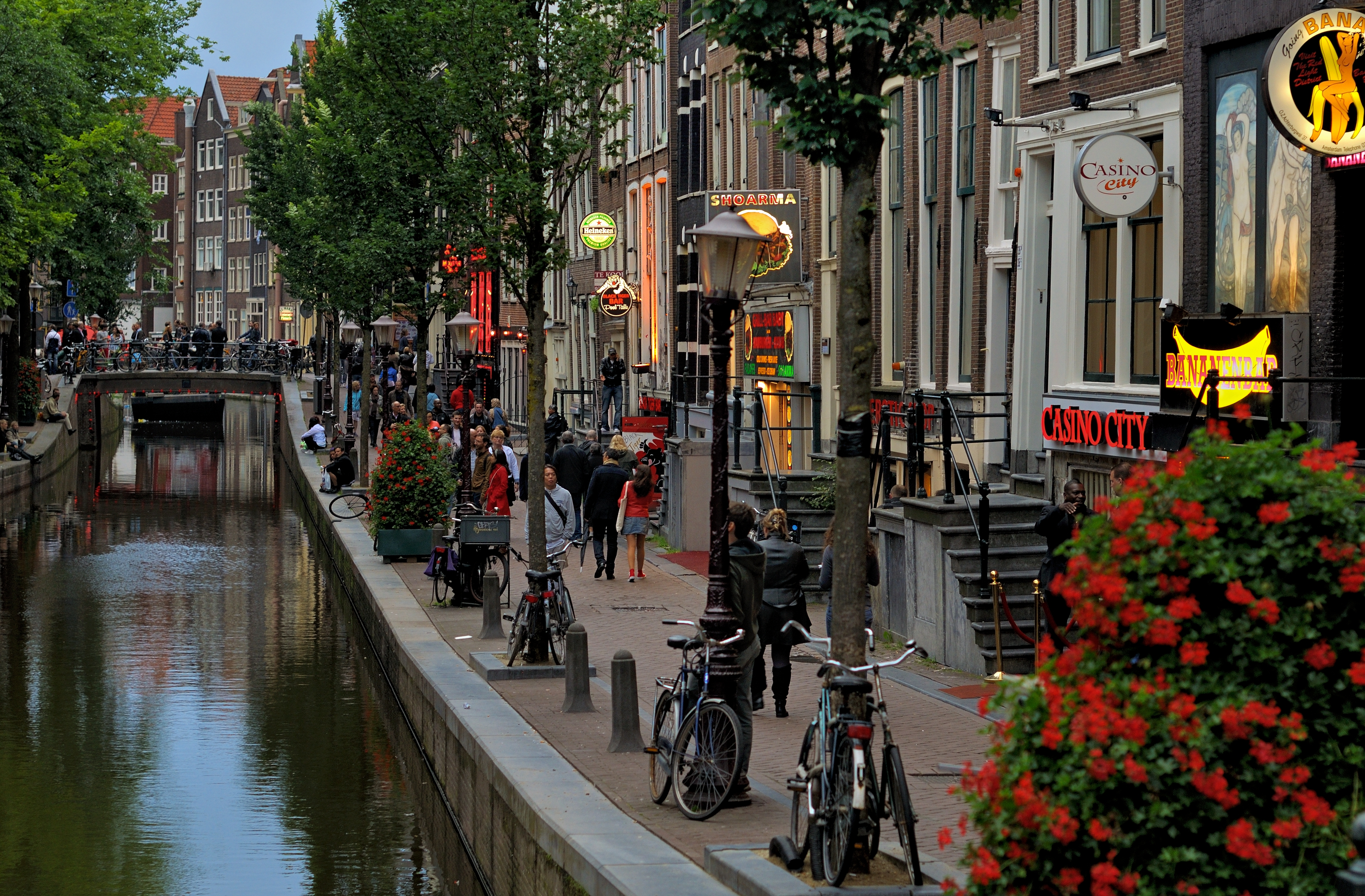
Квартал червоних ліхтарів

## Особи, пов'язані із Амстердамом
- Ян Лівенс старший (1607—1674), художник
- Рембрандт (1606—1669), художник
- Віллем Дрост (1633—1659), художник, учень Рембрандта
- Ебергард Кейль (1624—1687), художник, учень Рембрандта
- Рейєр ван Бломендаль (1628—1675), художник
- Дейстер Віллем Корнеліс (1599—1635), художник
- Йоган Кройф (1947—2016), футболіст, триразовий володар «Золотого м'яча»

## Міста-побратими
| місто       | країна               | примітки      |
| ----------- | -------------------- | ------------- |
| Алжир       | Алжир                |               |
| Афіни       | Греція               |               |
| Бейра       | Мозамбік             | від 1993 року |
| Бразиліа    | Бразилія             |               |
| Київ        | Україна              |               |
| Лос-Анжелес | США                  |               |
| Манагуа     | Нікарагуа            | [ 17 ]        |
| Монреаль    | Канада               |               |
| Москва      | Росія                |               |
| Нікосія     | Кіпр                 |               |
| Нью-Йорк    | США                  |               |
| Пекін       | КНР                  | [ 18 ]        |
| Ресіфі      | Бразилія             | від 2009 року |
| Рига        | Латвія               |               |
| Сараєво     | Боснія і Герцеговина |               |
| Стамбул     | Туреччина            | [ 19 ]        |
| Торонто     | Канада               |               |